# Union, Illinois
Union är en by (village) i McHenry County i Illinois. Vid 2010 års folkräkning hade Union 580 invånare.